# فهرست شخصیت‌های سریال هاوایی فایو-او (۲۰۱۰)
این یک لیست از شخصیت‌های خیالی در سریال تلویزیونی هاوایی فایو-زیرو است که از سال ۲۰۱۰ از شبکه CBS پخش شده‌است این مقاله در مورد شخصیت‌های اصلی، فرعی سریال است

## شخصیت‌ها
- استیو مک گارت استیو مک گارت یک شخصیت داستانی است که شخصیت اصلی سریال هاوایی فایو-زیرو[۱]که از شبکه CBS پخش می‌شود، است. مک گارت یک افسر نیروی دریایی ایالات متحده است و رهبر یک نیروی ویژه پلیس دولتی است که به نام فایو-زیرو شناخته می‌شود. شخصیت مک گارت را در سریال الکس الاکلین بازی کرده‌است. شخصیت مک گارت در ابتدا توسط جک لرد در بین سال‌های ۱۹۶۸ و ۱۹۸۰ به تصویر کشیده شد. مک گارت همکاری به نام گروهبان کارگاه دنی ویلیامز دارد.